# フィグネリア (小惑星)
フィグネリア(1099 Figneria)は、小惑星帯の外側を公転する小惑星である。直径は、約26kmである。1928年にクリミア天体物理天文台でグリゴリー・ネウイミンが発見し、後にロシアの革命家、活動家であるヴェーラ・フィグネルの名前に因んで命名された。

## 発見
フィグネリアは、1928年9月13日にソビエト連邦の天文学者グリゴリー・ネウイミンがクリミア半島のクリミア天体物理天文台で発見した。同じ夜、ドイツの天文学者マックス・ヴォルフもケーニッヒシュトゥール天文台で独立に発見した。しかし、小惑星センターは、最初の発見だけを認定した。
1927年10月、この小惑星は、シメイズでA917 UFとして最初に同定されており、観測弧は、公式な発見の11カ月前に遡る。

## 軌道と分類
フィグネリアは、小惑星帯で小惑星族に属さない小惑星である。小惑星帯外側の太陽から2.3-4.1天文単位の軌道を5年8カ月（2,071日）かけて公転している。軌道離心率は0.28、黄道に対する軌道傾斜角は12°である。

## 物理的性質
パンスターズによる測光観測で、スペクトル型はL型/S型とされたが、偏光観測ではK型とされた。また、炭素質のC型小惑星とも推測されている。

### 自転周期
2007年9月、オーストラリアのキングスグローブ(E19)とルーラ天文台(E17)で、天文学者のJulian Oeyがフィグネリアの光度曲線を得た。光度曲線の分析により、13.577時間の自転周期で光度が0.16等級変化することが分かった。2014年1月、カリフォルニア州のパロマートランジエントファクトリーの天文学者による測光観測により、自転周期13.583時間、光度の変化0.15等級という結果が得られた。

### 直径とアルベド
赤外線天文衛星IRASと日本のあかり、アメリカ航空宇宙局の広視野赤外線探査機のNEOWISEミッションによる観測によると、直径は23.309-29.39 km、表面アルベドは0.1415-0.225である。
Collaborative Asteroid Lightcurve Link(CALL)では、絶対等級10.2から、アルベドを0.1683、直径を29.55 kmとしている。

## 命名
この小惑星は、発見者により、ロシアの作家、革命家、活動家のヴェーラ・フィグネル（1852年-1942年）の名前に因んで命名された。公式な命名の引用は、Planetenzirkular des Astronomischen Rechen-Institut (RI 789)で出版された。